# Kührstedt
Kührstedt är en ortsteil i staden Geestland i Landkreis Cuxhaven i förbundslandet Niedersachsen i Tyskland. Kührstedt var en kommun fram till 1 januari 2015 när den uppgick i Geestland. Kommunen Kührstedt hade 999 invånare 2014.